# إبراهيم أغابيوس بشاي النحال
الأنبا إبراهيم أغابيوس بشاي (15 إبريل 1831، الهماص، سوهاج، مصر - 20 فبراير 1887) كان النائب الرسولي لبطريركية الأقباط الكاثوليك بمصر منذ 1866 إلى تقاعده في 1878.

## حياته
هو إبراهيم صليب بشاي فام كيرلس النحال. درس في كلية انتشار الإيمان بروما في 30 أكتوبر 1846 و رُسم كاهنًا هناك في 25 مارس 1858 و اتخذ اسم بطرس. و في 27 فبراير 1866 عينه البابا بيوس التاسع نائبًا رسوليًا لبطريركية الإسكندرية للأقباط الكاثوليك و أسقفًا فخريًا لخايروبوليس (مدينة قديمة كانت في تركيا تدعى اليوم هايروبولو)، و أقيمت رسامته الأسقفية في 15 إبريل 1866 و شارك فيها أمبروسيوس عبده النائب البطريركي للروم الملكيين آنذاك. و تقاعد في 1878 و توفي في 20 فبراير 1887.

## مؤلفاته
- (خدمة الشمّاس)، مطبوع في روما عام 1875.
- (أجرومية مستوفية لأصول اللغة المصرية المعروفة بالقبطية، الإرشاد السهل المفيد إلى معرفة اللغة المصرية. قد أٌلف لمنفعة الأمة و شبابها الأحباء الذين يرغبون في تعلمها على استقامة)، مطبوع في روما باللغة العربية عام 1878.
- (مبادئ قراءة اللغة المصرية أي القبطية)، مطبوع في روما عام 1886.
- (شذور الأمثال وحكمة سليمان ويشوع بن سيراخ)، مطبوع في روما عام 1886.
- (قاموس قبطي\لاتيني\عربي)، قدمه لمطبعة الكلية و لم يطبع.[2]